# Argyronympha ugiensis
Argyronympha ugiensis är en fjärilsart som beskrevs av Mathew 1886. Argyronympha ugiensis ingår i släktet Argyronympha och familjen praktfjärilar. Inga underarter finns listade i Catalogue of Life.